# 三田智子
三田 智子（みた ともこ、1973年5月22日 - 、現在名：三田 ジョンストン 智子（みた Johnston ともこ）は、東京都出身の元チアリーダー。
身長は162cm。好きな色は水色、白、銀色。現在はイギリス在住。
日本人初のNFLチアリーダーの1人で、主にダラス・カウボーイズで1998年と2000年にチアリーダーとして活躍した。

## 来歴
バトントワリングで高校2年の時に世界大会に出場した。
玉川学園女子短期大学在学中、自らチアダンスクラブ「玉川大学体育会ダンスドリルチーム JULIAS」を創設。1993年には初出場で学生選手権を制覇、そのまま全米学生チアダンス選手権に出場し6位入賞。
1994年に渡米し、オクラホマ州立大学に単身留学。後にスティーヴン・F・オースティン州立大学（テキサス州）のメンバーとなり、全米大学学生選手権大会優勝を飾る。
1997年、NFLのダラス・カウボーイズ・チアリーダーズのオーディションに最終選考まで残るが不合格。再度カウボーイズのチアリーダーオーディションを受けることを決意、経験を積むためシアトル・シーホークスに3ヶ月在籍、この時石井球江（レイダース）と共に日本人初のNFLチアリーダーとなった。翌年のオーディションでカウボーイズに2度目の挑戦をし合格となった。
一度は帰国も、2000年にカウボーイズに2度目の合格。日本の東京ドームで同年8月6日開催されたアメリカンボウルにチアリーディングメンバーとして凱旋。2025年現在、ダラス・カウボーイズでは三田以降、2名の日本人チアリーダーが誕生している。
2001年に帰国し、有限会社ダンス・チアーエンタテインメントを設立。6月には新潟県を中心に活動するアルビレックスチアリーダーズのチームディレクターに就任。アルビレックス出身のNFLチアリーダーは2003年に柳下容子がチャージャーズに合格。その後は08年の小野綾子（パンサーズ＝NHL、ジャガーズ）、12年の安藤美和（バッカニアーズ）がいる。2020年をもってアルビレックスチアリーダーズトップチームチーフディレクターを退任した。
現在はテレビ出演や執筆活動なども通じ日本でのチアリーディング普及に努めている。また、現在は三田ジョンストン智子という名前で活動している。
2011年から2020年のシンガポールに在住の後、2021年にイギリスへ移住。